# بیون کیونگ-جا
بیون کیونگ-جا (انگلیسی: Byon Kyung-ja؛ زادهٔ ۶ ژانویهٔ ۱۹۵۶) بازیکن والیبال اهل کره جنوبی است.